# Aphredoderus sayanus
La perca pirata (Aphredoderus sayanus) es una especie de pez de agua dulce, la única del género Aphredoderus que a su vez es el único de la familia Aphredoderidae. Su nombre procede del griego aphod (excremento) y dere (garganta), en referencia a la inusual posición del ano, mientras que el adjetivo sayanus es en honor del entomólogo Thomas Say.

## Subespecies y su distribución
Hay dos subespecies reconocidas:
- Aphredoderus sayanus gibbosus Lesueur, 1833, distribuida por cuencas fluviales de la vertiente atlántica desde Nueva York hasta Georgia (Estados Unidos).
- Aphredoderus sayanus sayanus (Gilliams, 1824), distribuida por la cuenca fluvial del río Misisipi, la región de los Grandes Lagos y cuencas de la zona estadounidense al oeste del Golfo de México.

## Anatomía
Se ha descrito una captura de 14 cm de longitud, pero la talla máxima normal parece ser de 10,4 cm y una edad de 4 años. La aleta dorsal tiene 3 o 4 espinas y 10 o 11 radios blandos, mientras que la aleta anal tiene 2 o 3 espinas y 5 a 7 radios blandos, las aletas pélvicas se insertan por debajo del tóraz; el ano en los juveniles precede inmediatamente a la aleta anal, moviéndose hacia adelante conforme va creciendo.

## Hábitat y biología
Es un pez de agua dulce de comportamiento demersal, que vive a temperatura entre 5 °C y 26 °C.
Los adultos por lo general habitan en el barro de pantanos con vegetación, lagunas, lagos y charcas tranquilas, aunque también en grandes ríos. Se alimentan durante la noche, de insectos acuáticos, pequeños crustáceos y peces pequeños, incluso de su misma especie.
Los huevos son puestos en nidos que son protegidos por ambos padres.